# Śleporód (rzeka)
Śleporód, Śleporod (ukr. Сліпорі́д, Sliporid) — rzeka w obwodzie połtawskim Ukrainy, położona na Nizinie Naddnieprzańskiej, prawy dopływ Suły.
Śleporód ma długość 83 km i szerokość 5 m. Nachylenie rzeki to 0,32 m/km. Średni roczny przepływ wody na poziomie wsi Ołeksandriwka to 0,75 m³/s. 
Na rzece zbudowano 5 tam, regulujących przepływ wody.
Powierzchnia zlewni wynosi 560 km².  
Terasa zalewowa ma szerokość 400-500 m, w górnej części rzeki jest pokryta bagnami. Bagna na rzece zajmują 17 km², a jeziora 0,8 km². Dolina ma kształt zbliżony do trapezu, szerokością do 2 km i głębokością do 15 m. 
Wody Śleporodu są wykorzystywane do celów rolniczych oraz połowu ryb. W rzece żyją takie gatunki ryb, jak leszcz, karaś i szczupak.
Dopływy: Wełyczkiw i Wjaziweć.
Źródło Śleporódu znajduje się w hromadzie Hrebinka w rejonie łubieńskim na zachód od Sliporodu-Iwaniwki. Rzeka przepływa przez następujące miejscowości:
1. na terenie hromady Hrebinka(inne języki): Sliporid-Iwaniwka, Majorszczyna, Tarasiwka, Sotnyćke, Nowoseliwka, Poczajiwka, Osawulszczyna, Ołeksandriwka, Wysoke, Simaky, Pawliwszczyna.
2. na terenie hromady Nowoorżyćke: Łazirky, Maksymiwszczyna, Kozacze, Kotlarewśke, Woronynci, Nowoseliwka, Pryjmiwszczyna, Sliporid, Czerewky, Zariczcza i Choroszky.
3. na terenie hromady Łubnie(inne języki): Pułynci, Iskiwci, Pjatyhirci, Mychniwci i Ołeksandriwka, a następnie wpada do rzeki Suła na północny wschód od Mackiwciw.